# 大亞高速海運

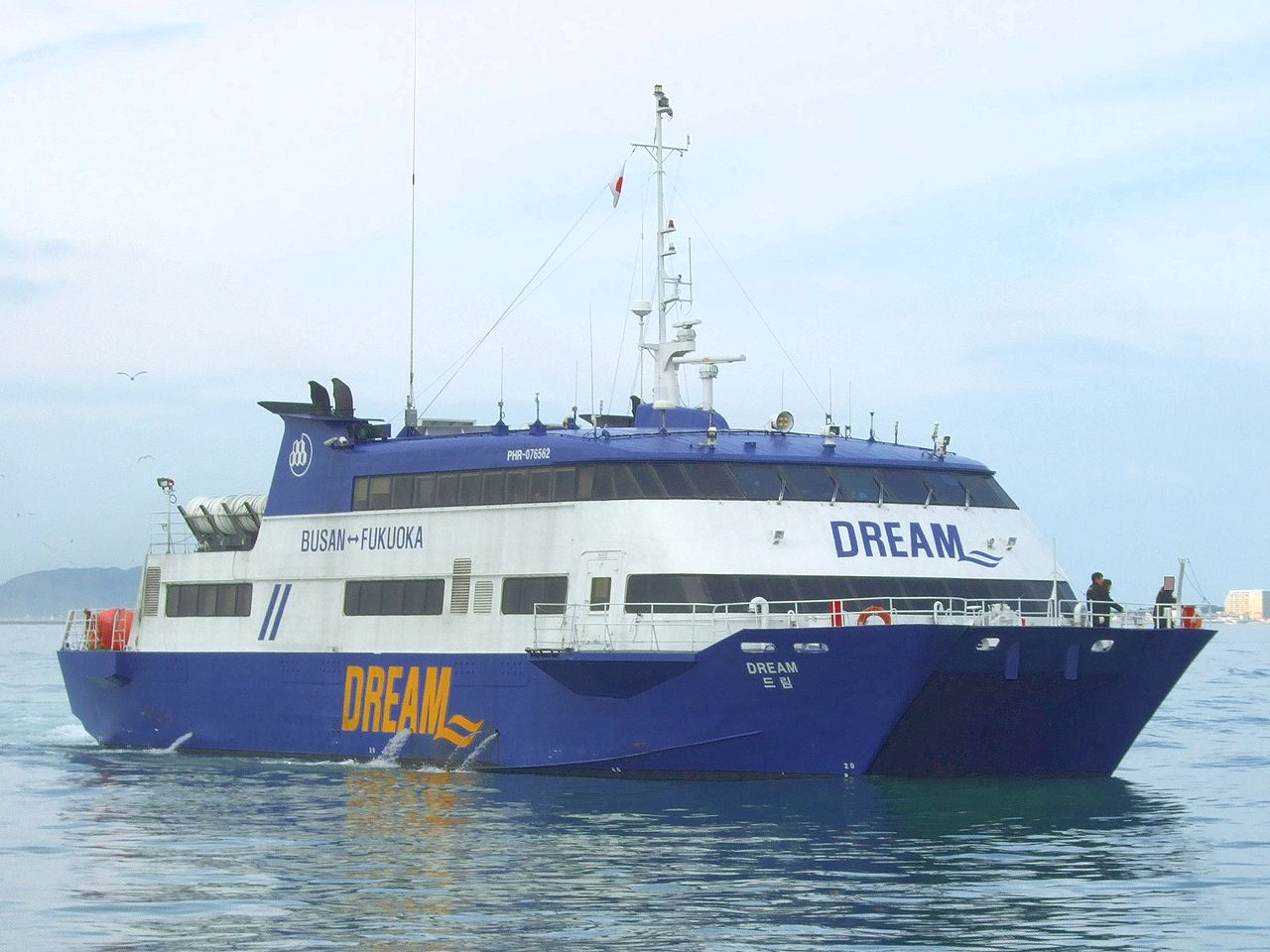
大亞高速海運曾營運的釜山-福岡航線

大亞高速海運（：／ Daea gosok haeun */?）為一所專營日韓高速渡輪服務的公司，以往亦曾營運若干韓國國內離島渡輪服務，於1983年成立。

## 歷史及背景
1983年6月2日，大亞高速海運的前身-大亞海運正式成立，並於翌年正式以浦項市為總部。
1987年5月30日，大亞獲准開辦由蔚珍郡厚浦面至鬱陵島航線。
1989年5月8日，為配合東海市墨湖港渡輪碼頭在同年4月尾啟用，大亞再獲准開辦由墨湖至鬱陵島航線，同月10日首航。
1990年11月21日，大亞再獲准開辦由浦項至鬱陵島航線。
1996年8月31日，大亞海運更名為大亞高速海運，公司英文名稱相應更改為「Daea Express Shipping」。
1999年7月2日，大亞獲准開辦由釜山港國際渡輪碼頭至日本對馬市的航線，成為繼JR九州船舶事業部後第二家往來日韓的高速客輪公司，並於八日後首航。
2002年7月，大亞開辦來往釜山及日本北九州港航線，但在不足一年後停運。
2011年3-6月間，往對馬市航線曾一度停航，但最後恢復；此後，大亞曾於2012年開辦往來釜山及日本博多港航線，但最後在2014年終止營運。及後，轄下三條鬱陵島及獨島航線亦悉數易手，僅餘釜山至對馬市航線營運。

由於新型肺炎疫情，大亞高速海運往來日韓的渡輪服務自2020年2月17日起暫停。

## 服務航線

### 過去
- 釜山港國際渡輪碼頭↔日本北九州港
- 釜山港國際渡輪碼頭↔日本博多港
- 東海市（墨湖）↔鬱陵島
- 浦項市↔鬱陵島
- 蔚珍郡（厚浦面）↔鬱陵島

註：標示為斜體的航線已轉售予其他渡輪公司經營；另外，大亞亦曾經營往返浦項至獨島航線，但由於獨島為軍事管制區，加上與日本有領土爭議，故在停運前僅軍警人員可以在獨島上下船，一般乘客則只准在船上等候20分鐘後隨船返航。

## 船隊

### 現有（TriCat）
- TriCat：款式為穿浪雙體船，42.50米長，534噸，定員443名，搭載四具MTU製16V 4000 M70柴油機為噴水推進器提供動力，航速40節；由英國 FBM Marine菲律賓宿霧分廠建造。此船隻與香港噴射飛航使用的穿浪雙體船屬同一船系，在外型上大致相似，但規格大為不同。

英國FBM Marine製造的超級豪華雙體船（三體船）（Tricat），為大亞高速海運唯一現役船隻：
| 船名         | 圖片 | 建造年份 | 定員  | 備註                   | 航速 （準確至個位數） |
| Ocean Flower |      | 2001年   | 443人 | 裝有T-Foil船隻穩定系統 | 40節                  |

### 已退役
1.三菱重工業製Super Shuttle 400水翼輔助雙體船
- Dream（1992年建造，服役期2007-2014，及後售予馬來西亞，易名KANZAM EKSPRES1，被長期閒置在上海港，至2018年在風暴下被發現在鄰近水域漂流）

2.氣墊船
- Democracy（製造及服役期不詳，已退役）

3.Incat製雙體汽車渡輪
- Ocean Flower 2（1996年建造，服役期2012-2014，及後售予委內瑞拉，並改於巴拿馬註冊）

## 外部連結
- 大亞高速海運網頁 （页面存档备份，存于）